# An Caisteal - Ben Loyal
An Caisteal - Ben Loyal är ett berg i Storbritannien.   Det ligger i kommunen Highland och riksdelen Skottland, i den norra delen av landet, 800 km norr om huvudstaden London. Toppen på An Caisteal - Ben Loyal är 764 meter över havet.
Terrängen runt An Caisteal - Ben Loyal är huvudsakligen kuperad, men åt nordost är den platt. Trakten runt An Caisteal - Ben Loyal är nära nog obefolkad, med mindre än två invånare per kvadratkilometer. Närmaste större samhälle är Tongue, 7,9 km norr om An Caisteal - Ben Loyal. Trakten runt An Caisteal - Ben Loyal består i huvudsak av gräsmarker.